# Tang Junmei
Tang Junmei (chiń. 唐俊美; ur. 9 lutego 1980) – chińska lekkoatletka specjalizująca się w skoku o tyczce. Złota medalistka mistrzostw Azji juniorów (Singapur 1999)

## Rekordy życiowe
- skok o tyczce – 4,10 (1999)

## Osiągnięcia
- złoty medal mistrzostw Azji juniorów (Singapur 1999)[1]